# María Montez
María África Gracia Vidal coneguda artísticament com María Montez (Barahona, República Dominicana, 6 de juny de 1912 - Suresnes, França, 7 de setembre de 1951), va ser una actriu de cinema dominicana que va guanyar fama i popularitat en la dècada de 1940 com una bellesa exòtica protagonitzant una sèrie de pel·lícules d'aventures filmades en Technicolor. La seva imatge en la pantalla va ser d'una seductora que usava vestits amb fantasia i joies brillants. Montez era coneguda com "La Reina del Technicolor". Destacada en la Època d'Or de Hollywood.
Al llarg de la seva carrera Maria Montez va participar en al voltant de 26 pel·lícules, 21 de les quals van ser rodades als Estats Units i cinc a Europa. El cognom Montez el va prendre en homenatge a la ballarina Lola Montez.

## Primers anys
María Àfrica Gracia Vidal va néixer a la província de Barahona, República Dominicana, com la segona de deu fills de l'espanyol, nascut a Garafía (La Palma), Isidoro Gracia i la dominicana Teresa Vidal. El seu pare es dedicava a l'exportació de fusta i a la venda de teixits. En el llibre Maria Montez, Su Vida de Margarita Vicens de Morales, edició de 2003,, en la pàgina 26, es pot veure una còpia del certificat de naixement de María Montez, provant que el seu nom original era María Àfrica Gracia Vidal i el del seu pare era Isidoro Gracia (i no García, com sovint s'ha confós).
A primerenca edat, Montez va aprendre a parlar anglès i va ser educada en un convent catòlic de Santa Cruz de Tenerife. A mitjan dècada de 1930, el seu pare va ser nomenat cònsol espanyol a Belfast, Irlanda del Nord, on la família es va mudar. Va ser allí on Montez va conèixer al seu primer marit, William G. McFeeters, amb qui es va casar als 17 anys.

## Carrera
Nova York, on el seu primer treball va ser posar per a la portada d'una revista per la suma de US$50.

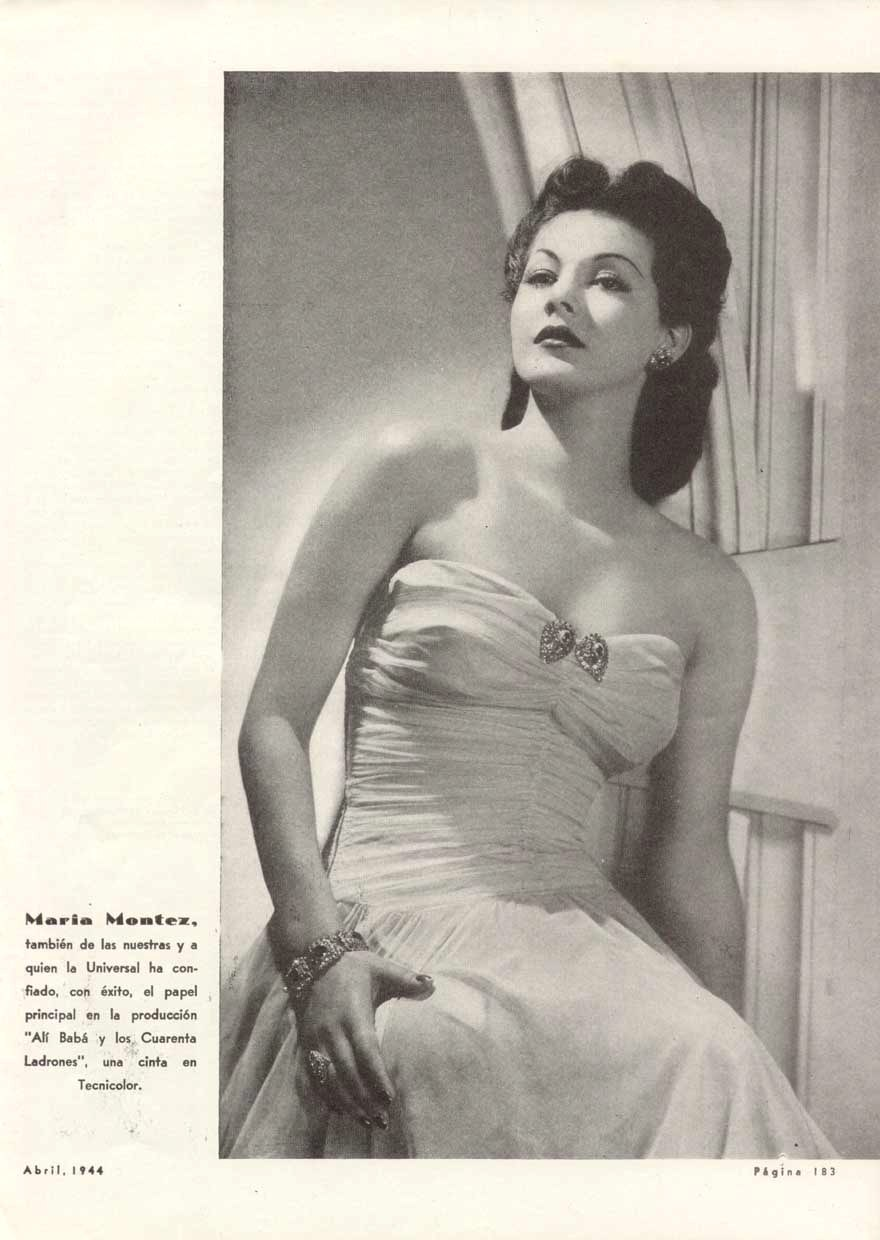
posant per a una revista argentina a l'abril de 1944

Decidida a convertir-se en una actriu de teatre, va contractar un agent i va crear una fulla de vida que la feia diversos anys més jove, posant en la data de naixement "1917" en alguns casos i "1918" en uns altres. Finalment, va acceptar una oferta d'Universal Pictures, fent el seu debut cinematogràfic en la pel·lícula B Boss of Bullion City dirigida per Ray Taylor i protagonitzada per Johnny Mack Brown.

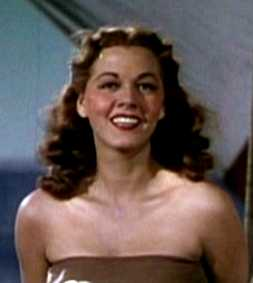
Montez al tràiler de la pel·lícula Cobra Woman (1944)

La seva bellesa aviat la va convertir en la peça central de les pel·lícules d'aventures en Technicolor de la Universal, en particular les sis pel·lícules en les quals va actuar al costat de Jon Hall, com són Arabian Nights, White Savage, Ali Baba and the Forty Thieves, Cobra Woman, Gypsy Wildcat i Sudan. Montez també va aparèixer al western Pirates of Monterey al costat de Rod Cameron i a The Exile, dirigida per Max Ophüls i protagonitzada per Douglas Fairbanks, Jr.
La identificació amb aquesta imatge cinematogràfica va ser tal que María Montez era coneguda com "The Queen of Technicolor" (La Reina del Technicolor).
Al gener de 1951, Montez va aparèixer en l'obra l'Ile Heureuse (L'illa feliç) escrita pel seu marit. També va escriure tres llibres: Forever Is A Long Time, Hollywood Wolves I Have Tamed i Reunion In Lilith. D'aquests llibres, només van ser publicats els dos primers. Així mateix es va dedicar a escriure una sèrie de poesies, entre elles Crepuscle, la qual va guanyar lAssociació The Manuscriters.

## Vida personal
El 28 de novembre de 1932 es va casar amb el banquer irlandès William McFeeters, qui era el representant del First National City Bank of Nova York a la província de Barahona i amb qui va estar casada gairebé set anys, fins a la seva marxa a Nova York.
Mentre treballava en Hollywood, va conèixer a l'actor francès Jean-Pierre Aumont, amb qui es va casar el 13 de juliol de 1943, però aquest va haver d'anar-se'n uns dies després de les seves noces per a servir a les Forces Franceses Lliures i lluitar contra la Alemanya nazi en el teatre europeu en la Segona Guerra Mundial. Al final de la Segona Guerra Mundial, la parella va tenir una filla, María Cristina (coneguda com Tina Aumont). Després es van mudar a una casa a Suresnes, al suburbi oest de París, durant la Quarta República Francesa.

## Mort
Montez va morir als 39 anys d'edat, el 7 de setembre de 1951, aparentment a causa d'un atac al cor i va ser trobada ofegada en el bany de la seva residència a Suresnes. Va ser enterrada al Cementiri de Montparnasse. En la seva tomba es mostra 1918 com la seva data de naixement, sent 1912 la real.

## Filmografia
| Any  | Pel·lícula                     | Paper                          |
| ---- | ------------------------------ | ------------------------------ |
| 1940 | Boss of Bullion City           | Linda Calhoun                  |
| 1940 | The Invisible Woman            | Marie                          |
| 1941 | Lucky Devils                   | Bathing Beauty (No acreditada) |
| 1941 | That Night in Rio              | Inez                           |
| 1941 | Raiders of the Desert          | Zuleika                        |
| 1941 | South of Tahiti                | Melahi                         |
| 1941 | Moonlight in Hawaii            | Ilani                          |
| 1942 | Bombay Clipper                 | Sonya Dietrich Landers         |
| 1942 | Mystery of Marie Roget         | Marie Roget                    |
| 1942 | Pardon My Sarong               | Escenas eliminadas             |
| 1942 | Arabian Nights                 | Scheherezade                   |
| 1943 | White Savage                   | Princesa Tahia                 |
| 1944 | Ali Baba and the Forty Thieves | Amara                          |
| 1944 | Follow the Boys                | Maria Montez                   |
| 1944 | Cobra Woman                    | Tollea / Naja                  |
| 1944 | Gypsy Wildcat                  | Carla                          |
| 1944 | Bowery to Broadway             | Marina                         |
| 1945 | Sudan                          | Naila                          |
| 1946 | Tangier                        | Rita                           |
| 1944 | The Exile                      | Comtessa                       |
| 1944 | Pirates of Monterey            | Marguerita Novarro             |
| 1949 | Siren of Atlantis              | Reina Antinea                  |
| 1949 | Hans le marin                  | Dolores, la prostituta         |
| 1949 | Portrait d'un assassin         | Christina de Rinck             |
| 1950 | The Thief of Venice            | Tina                           |
| 1951 | Amore e sangue                 | Dolores                        |
| 1951 | La vendetta del corsaro        | Consuelo                       |